# Linda Harrison

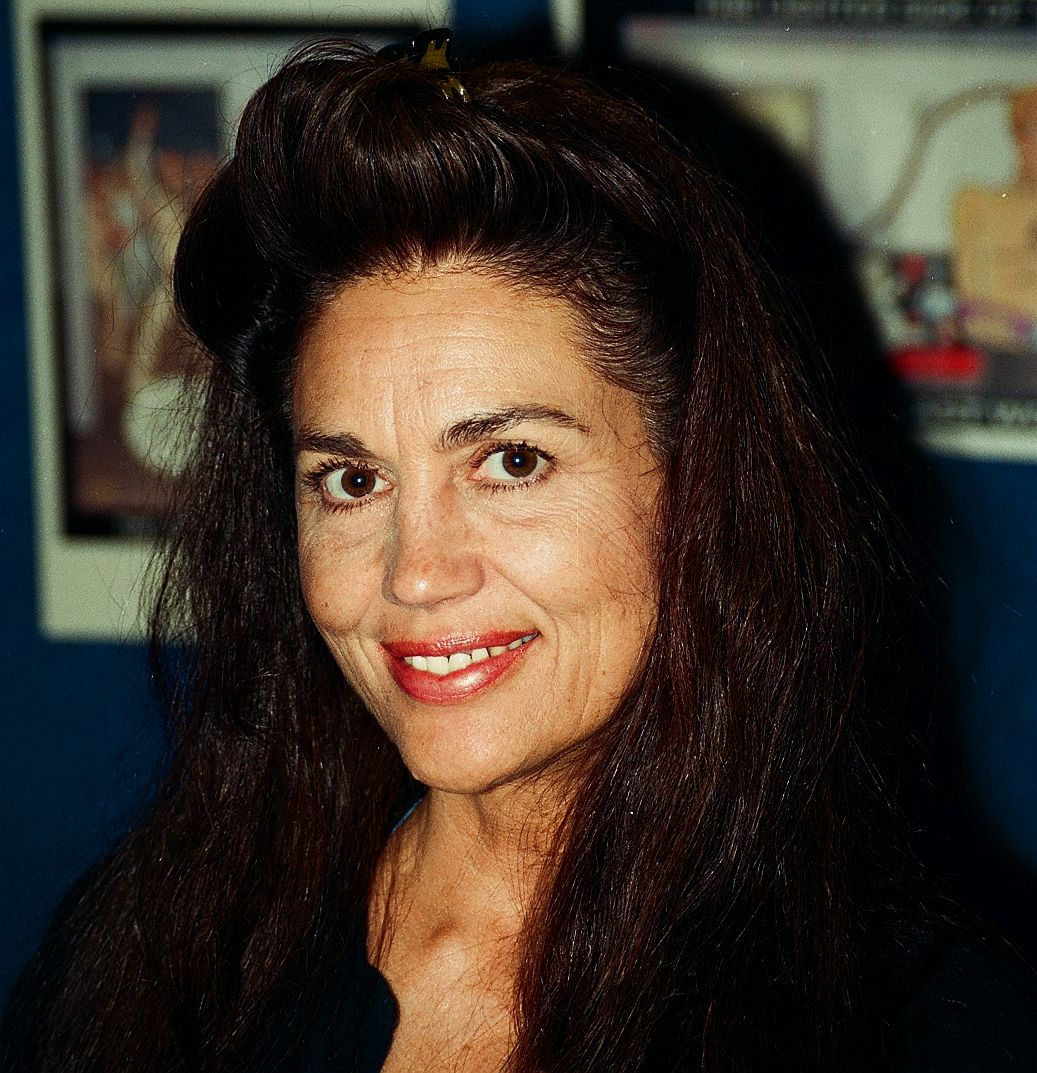
Linda Harrison (2002)

Linda Harrison (* 24. Juli 1945 in Berlin, Maryland) ist eine US-amerikanische Filmschauspielerin und Fotomodell.

## Leben
Linda wurde im Alter von 16 Jahren zur "Miss Berlin" gewählt und konnte bald darauf im New Yorker Garment Center als Modell arbeiten. Heimweh war der Grund für ihre Rückkehr nach Berlin, wo sie die Marylander Ausscheidungsrunde für den Schönheitswettbewerb "Miss America" gewann. Beim Wettbewerbsfinale im kalifornischen Long Beach wurde sie Zweite und dabei von Talentscout Mike Medavoy entdeckt, der sie bald darauf der 20th Century Fox vorstellte.
Es folgten zunächst kleine Rollen in Low-Budget-Filmen und dem Kurzfilm Wonder Woman: Who's Afraid of Diana Prince?, ehe ihr 1968 der Durchbruch in Franklin J. Schaffners Science-Fiction-Film Planet der Affen gelang. Die Rolle der stummen Frau Nova spielte sie auch in der Fortsetzung Rückkehr zum Planet der Affen, der 1970 produziert wurde.
Durch ihre Arbeit bei Fox lernte sie den Filmproduzenten Richard D. Zanuck kennen, den sie 1968 heiratete. Die Ehe wurde jedoch nach 10 Jahren geschieden. Die beiden haben zwei Söhne.
Trotz der Scheidung konnte Linda weiter in Zanucks Filmen mitwirken. Die bekanntesten waren Cocoon (1985), die Fortsetzung Cocoon II – Die Rückkehr (1988) und die Neuverfilmung Planet der Affen (2001). In dem Film waren sie und Charlton Heston die einzigen beiden Darsteller, die bereits im Film von 1968 mitgewirkt hatten.
Heute lebt Linda Harrison zurückgezogen in den USA.

## Filmografie

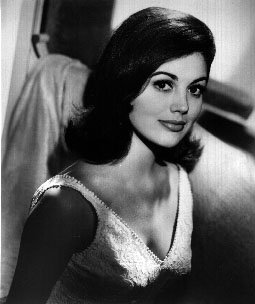
Linda Harrison, ca. 1966

- 1966: Batman (Fernsehserie, 3 Episoden)
- 1966: The Fat Spy
- 1966: Das Mondkalb (Way… Way Out!)
- 1966: Men Against Evil (Fernsehfilm)
- 1967: Leitfaden für Seitensprünge (A Guide for the Married Man)
- 1967: Wonder Woman: Who's Afraid of Diana Prince? (Kurzfilm)
- 1968: Planet der Affen (Planet of the Apes)
- 1969–1970: Bracken's World (Fernsehserie, 41 Episoden)
- 1970: Rückkehr zum Planet der Affen (Beneath the Planet of the Apes)
- 1974: Giganten am Himmel (Airport 1975)
- 1975–1977: Barnaby Jones (Fernsehserie, 2 Episoden, verschiedene Rollen)
- 1976–1977: Die Zwei mit dem Dreh (Switch) (Fernsehserie, 2 Episoden)
- 1985: Cocoon
- 1988: Cocoon II – Die Rückkehr (Cocoon: The Return)
- 1995: Wild Bill
- 2001: Planet der Affen (Planet of the Apes)
- 2021: Midnight Massacre